# Dule, Ribnica
Dule este o localitate din comuna Ribnica, Slovenia, cu o populație de 4 locuitori.